# Jindřich Štyrský
Jindřich Štyrský (ur. 11 sierpnia 1899 w Dolní Čermnie, zm. 21 marca 1942 w Pradze) – czeski malarz, fotograf, grafik, poeta, przedstawiciel surrealizmu i teoretyk.

## Życiorys
Urodził się i dorastał w Dolní Čermnie. W 1905 zmarła jego przyrodnia siostra, z którą był bardzo związany. Ta strata znacząco wpłynęła na jego życie i późniejszą działalność artystyczną.
Uczył się w szkole w Hradcu Králové, a później studiował na Akademii Sztuk Pięknych w Pradze. Był bardzo aktywny w artystycznym świecie. Od roku 1923 był członkiem Devětsilu, a w latach 1932–1942 członkiem Towarzystwa Sztuk Plastycznych Mánes.
Jego wczesne artystyczne prace powstały częściowo pod wpływem kubizmu. Później jego głównym stylem stał się surrealizm. Latem roku 1922 poznał się z Toyen. Rozpoczęli ścisłą współpracę jako artystyczny duet. Wspólnie stali się członkami Devětsilu a w latach 1925–1928 żyli w Paryżu, gdzie założyli własny nurt – artyficjalizm (przejście pomiędzy poetyzmem a surrealizmem/pomost między realnością a abstrakcją). Po powrocie do Pragi był szefem scenografii Teatru Wzywolonego. W roku 1934 razem z Toyen, Bohuslavem Broukem, Vítězslavem Nezvalem i Karelem Teigem stał się współzałożycielem Grupy Surrealistów w Czechosłowacji w Pradze.
Na zaproszenie paryskich surrealistów w roku 1935 znów pojechali do Paryża. Tam Štyrský zachorował, prawdopodobnie na tę samą chorobę serca, co jego siostra. Wyzdrowiał podczas swojego pobytu w Paryżu, jednak tylko chwilowo.
Zmarł w roku 1942 w Pradze.

## Działalność artystyczna

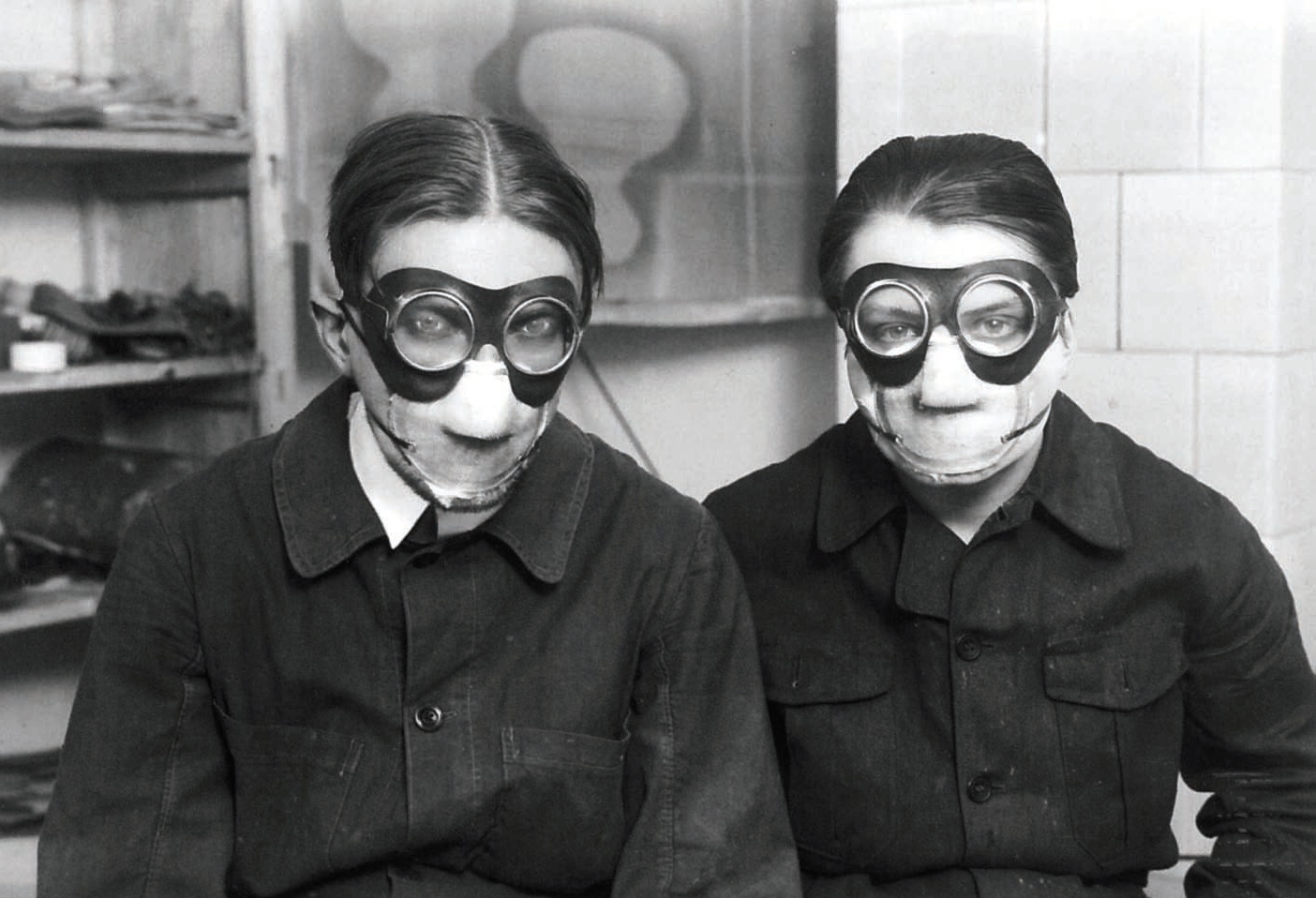
Malarze Štyrský i Toyen w maskach podczas pracy z farbami „Deka”

Zajmował się fotografią, kolażem, malarstwem, grafiką, ilustracją, poezją i scenografią.

### Fotografia
Ciekawe i cenione są jego cykle fotograficzne z Pragi i Paryża:
- Żabi mężyczyzna, 1934
- Mężczyzna z klapkami na oczach, 1934
- Paryskie popołudnie, 1935

Wybór tych fotografii wyszedł z wierszami Jindřicha Heislera w roku 1941 – Na igłach tych dni (Na jehlách těchto dní) (w trakcie wojny wyszło w podziemiu, w roku 1945 wyszła oficjalna wersja).

#### Początki twórczości
Štyrský zaczął interesować się fotografią mając 21 lat. Rygorystycznie rozdzielał zdjęcia na własny użytek od prac artystycznych. Jako pierwszy surrealistyczny fotograf uchwycił legendarne ruiny zamku La Coste w roku 1932. Łącznie pięć swoich fotografii opublikował w Rozprawach Aventina (czeskim czasopiśmie wychodzącym w latach 1925-1934). Z tych fotografii najbardziej doceniane jest zbliżenie popękanej ściany porośniętej bluszczem.

#### Mężczyzna z klapkami na oczach i Żabi mężczyzna
W roku 1935 po raz pierwszy prezentował swoje dzieła na wystawie Grupy Surrealistów w Czechosłowacji. Przedstawił tam swoje dwa zbiory: Mężczyzna z klapkami na oczach i Żabi mężczyzna, które obejmowały łącznie 73 fotografie. Już od początku zauważano w jego dziełach wpływ surrealizmu do fotografii. Prawie natychmiast po wystawieniu swoich fotografii Štyrský zaczął być porównywany z Eugenem Atgetem – obaj fotografowali atrakcje targowe i karuzele, a także witryny sklepowe, nie tylko ze względu na eksponowany towar, ale również ze względu na ulice w odbiciach szyb.
Między oboma zbiorami nie dostrzeżono żadnego klucza, według którego autor włączał do nich fotografie. Mimo to, obie części w pewnym sensie się dopełniają.

#### Paryskie popołudnie
Po tych dwóch cyklach Štyrský planował jeszcze jeden, który częściowo realizował podczas swojego pobytu w Paryżu w roku 1935. Temu zbiorowi nadał później tytuł Paryskie popołudnie. Pod kątem ilości fotografii był wyraźnie mniejszy, niż dwa poprzednie – Štyrský, prawdopodobnie z powodu choroby, nie zdążył go dokończyć. Ten cykl można uznać jako pewne zakończenie jego fotograficznej twórczości. Poza zabiegami stosowanymi w poprzednich cyklach, do jego prac zaczęły przenikać nowe motywy – pogrzeby, dewastacje i erozje, które najczęściej odnajdywał w kaplicach cmentarnych lub na nagrobkach.

#### Motywy natury i ulubione lokalizacje
Štyrský przez pewien czas był zafascynowany naturą, czego wcale nie widać na fotografiach zawartych w jego cyklach – tam czerpał przede wszystkim z przestrzeni miejskich. Z zachowanych zdjęć wynika, że wiele swoich fotografii wykonał w różnych miejscach w Czechach, często na terenach przygranicznych. Jeździł po Szumawie, gdzie fotografował wyrwane drzewa, pnie, powalone gałęzie, był nad Czarnym Jeziorem, najprawdopodobniej odwiedził Prachowskie Skały. Na jego obrazach zachowały się liczne ujęcia cieni, liści, korzeni i bagien. Zawierają też dużo różnych detali, odbić w wodzie, ujęć struktur skalnych i paproci.

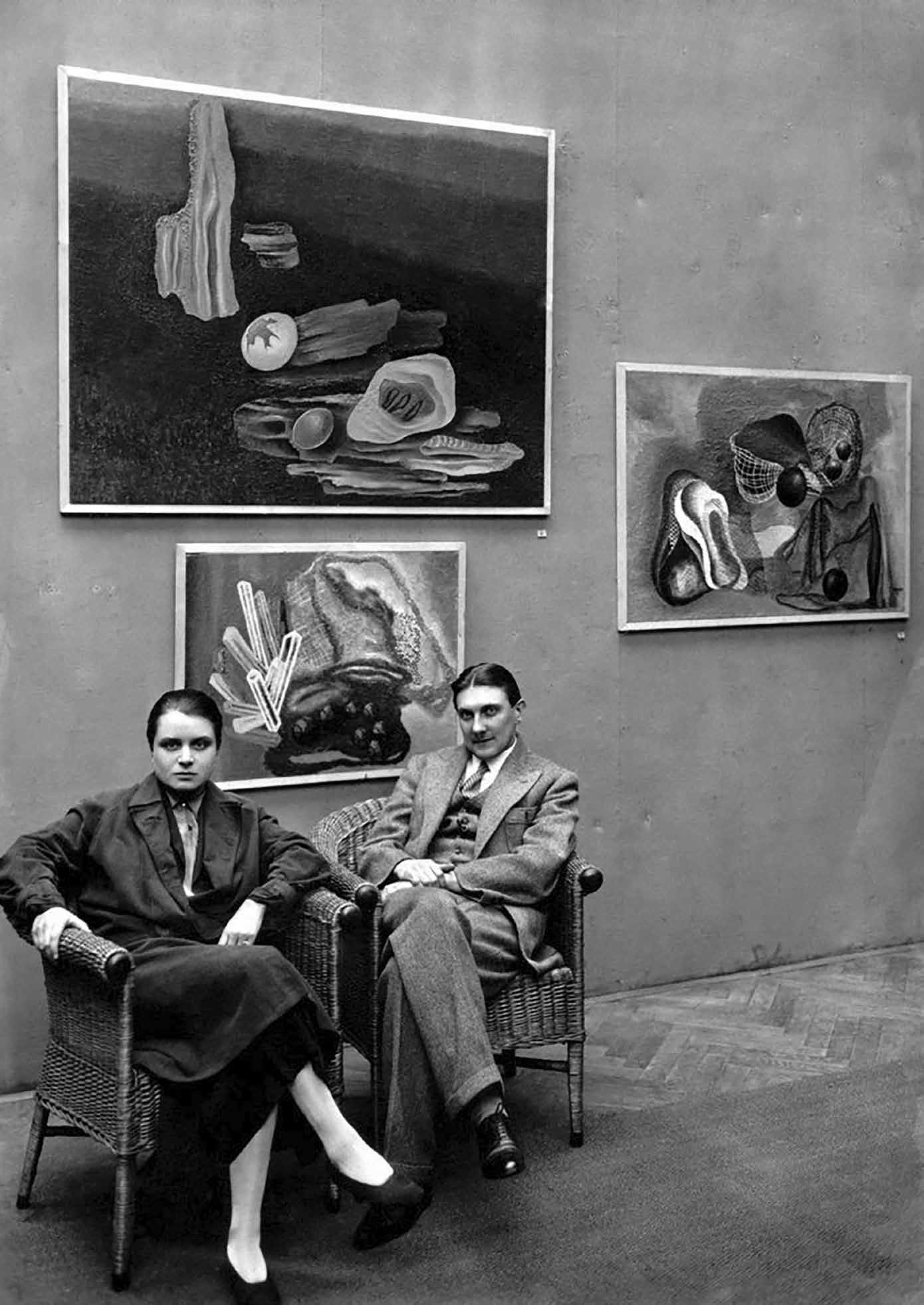
Štyrský i Toyen na wspólnej wystawie w Sali Alša Forum Sztuki w Pradze w listopadzie 1931 r.

### Malarstwo i kolaże
Zaczynał jako kubistyczny malarz o lirycznym nastawieniu, ale szybko zwrócił się ku pracy z wyobraźnią. Od czasu pobytu w Paryżu u Toyen jego twórczość przesunęła się w stronę surrealizmu, głównym źródłem inspiracji stały się sny i ich doświadczenia – cykl Korzenie.
Štyrský był jednym z pierwszych europejskich artystów zajmujących się kolorowym kolażem. Do jego erotycznych kolaży fotograficznych należy m.in. książka z towarzyszącymi tekstami Emilie przychodzi do mnie we śnie, 1933 (posłowie Bohuslava Brouka).

#### Znaczące dzieła
- Náměsíčná, Galeria Morawska w Brnie[4]
- Loutkář, Galeria Narodowa w Pradze[5]
- Venkovský hřbitov, Galeria Narodowa w Pradze[6]

## Galeria

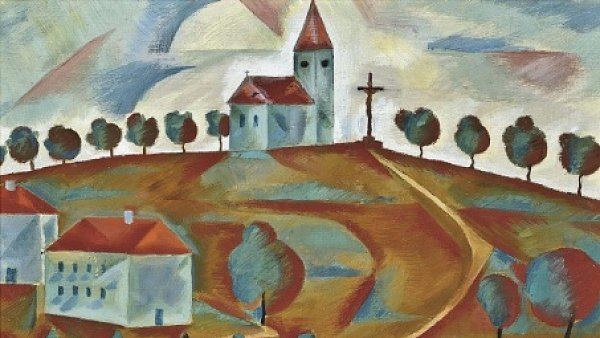
Kostel na kopci (1921)
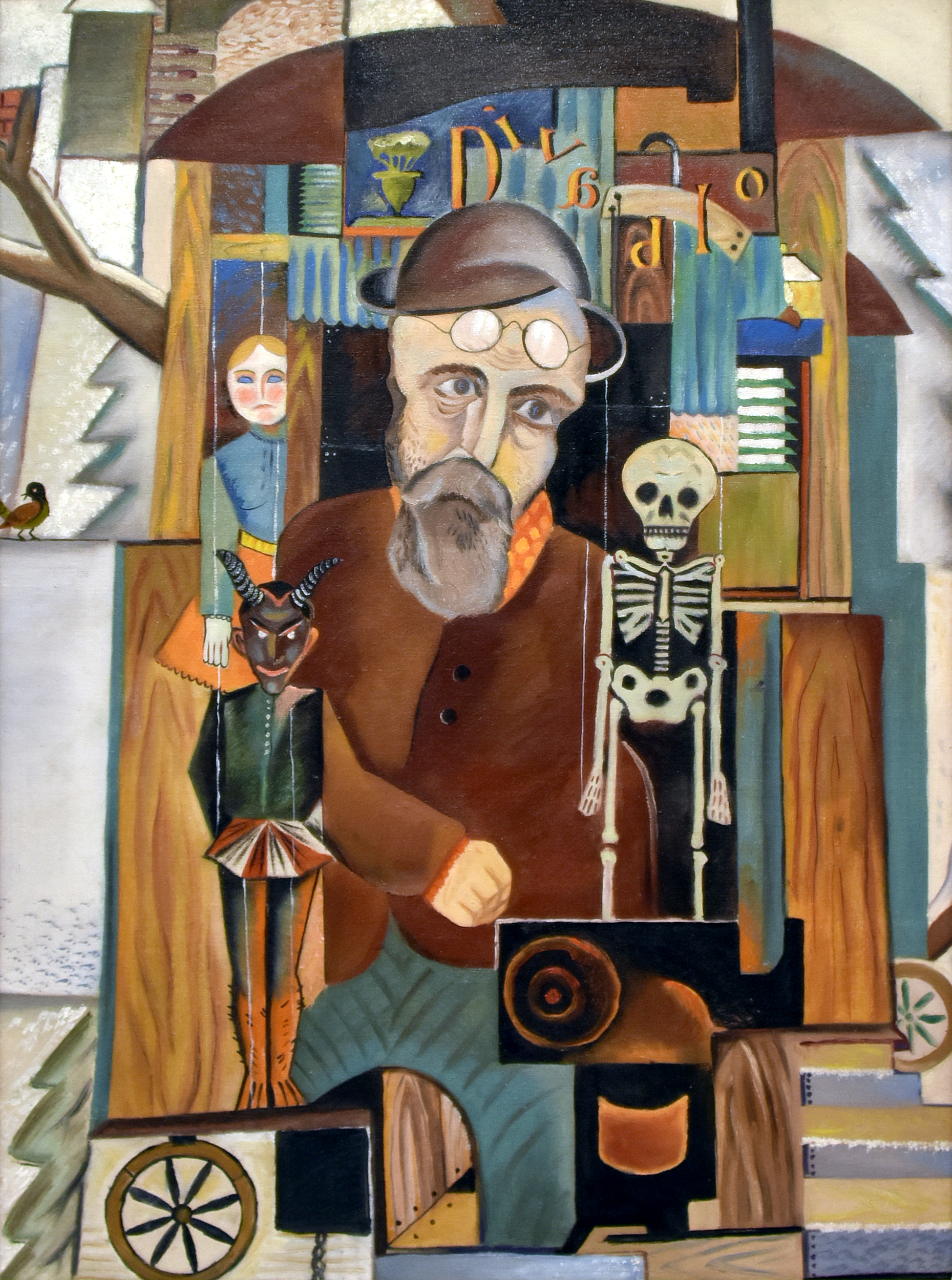
Loutkář (1921), Galeria Narodowa w Pradze
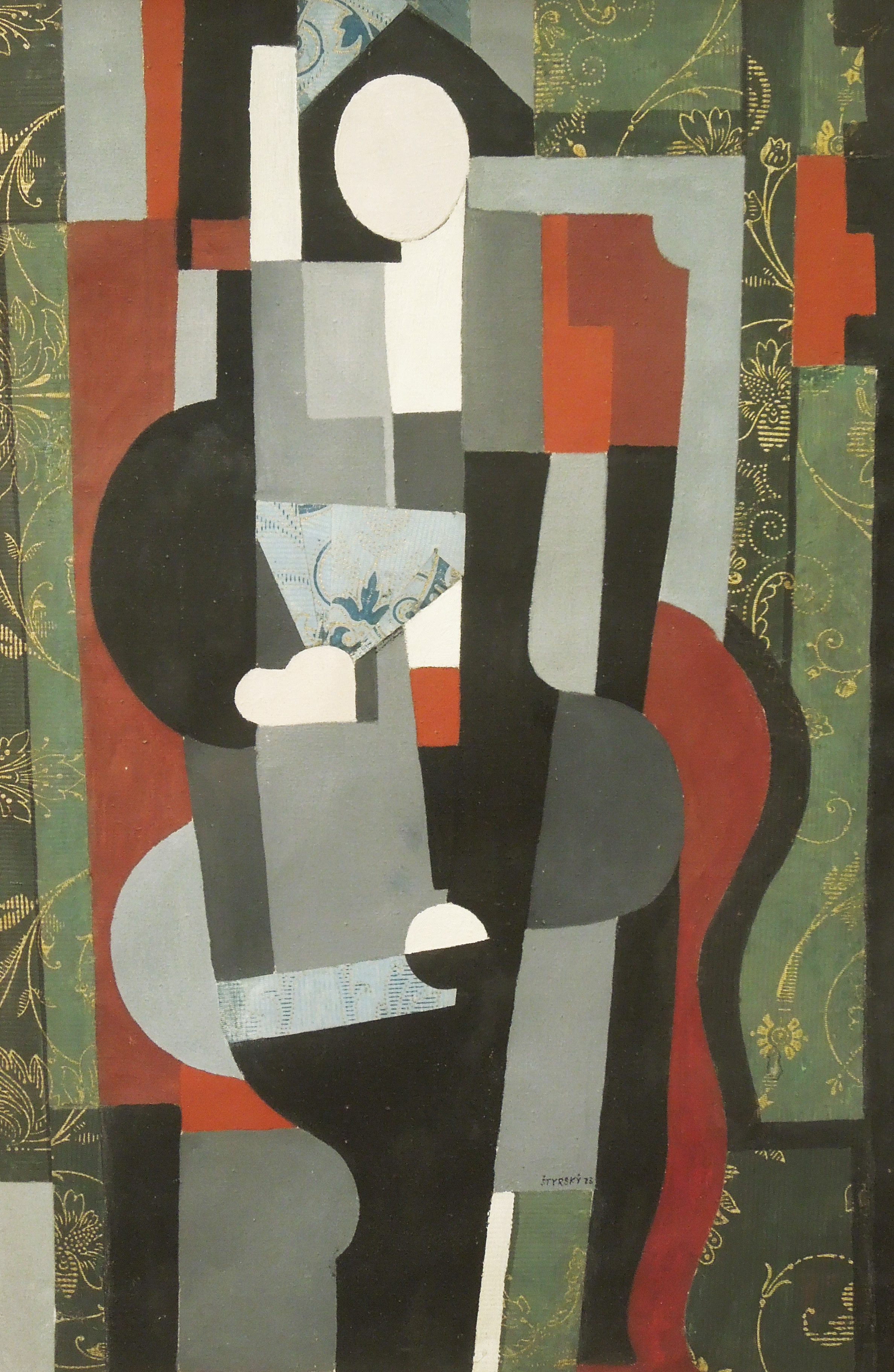
Černý pierot (1923)
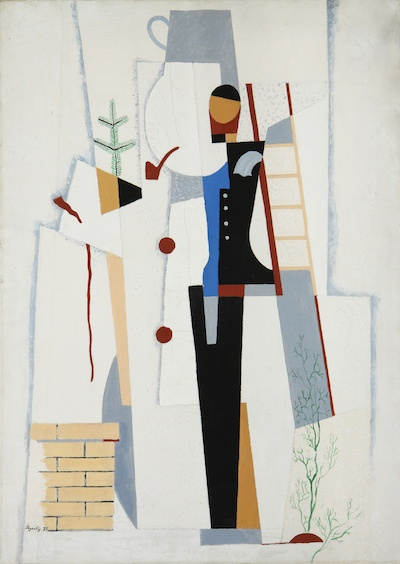
Kominík a sněhulák (1925)
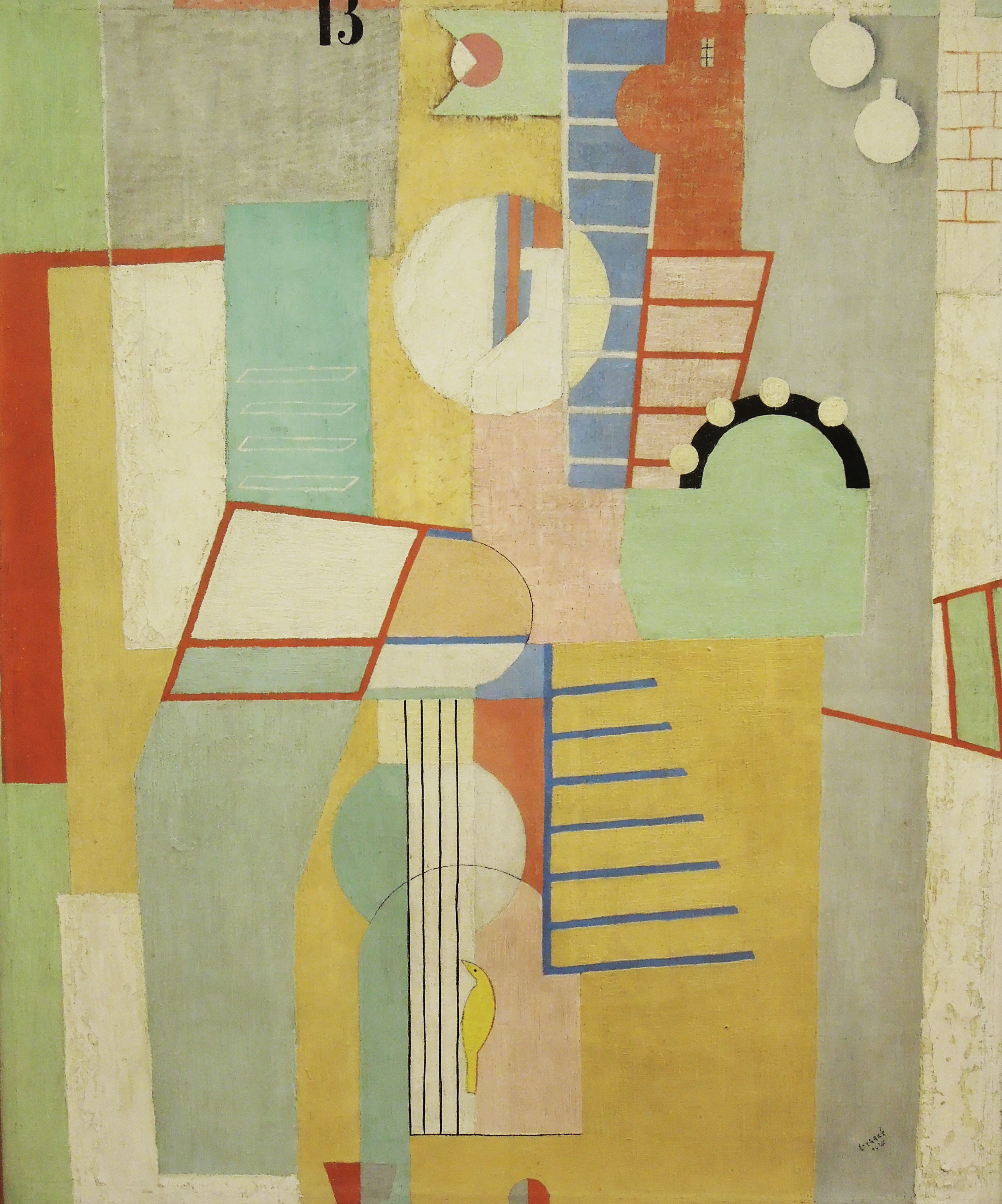
Venkovský hřbitov (1925), Galeria Narodowa w Pradze
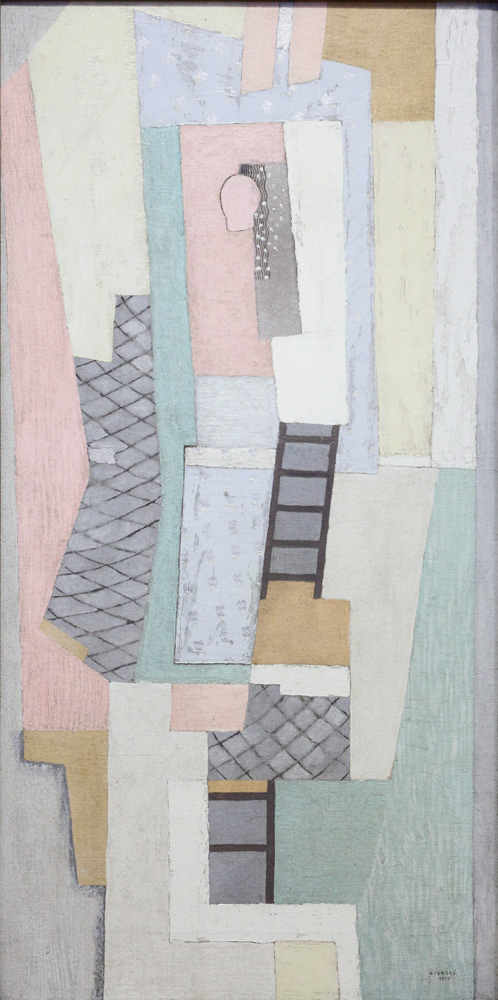
Náměsíčná (1925), Galeria Morawska w Brnie
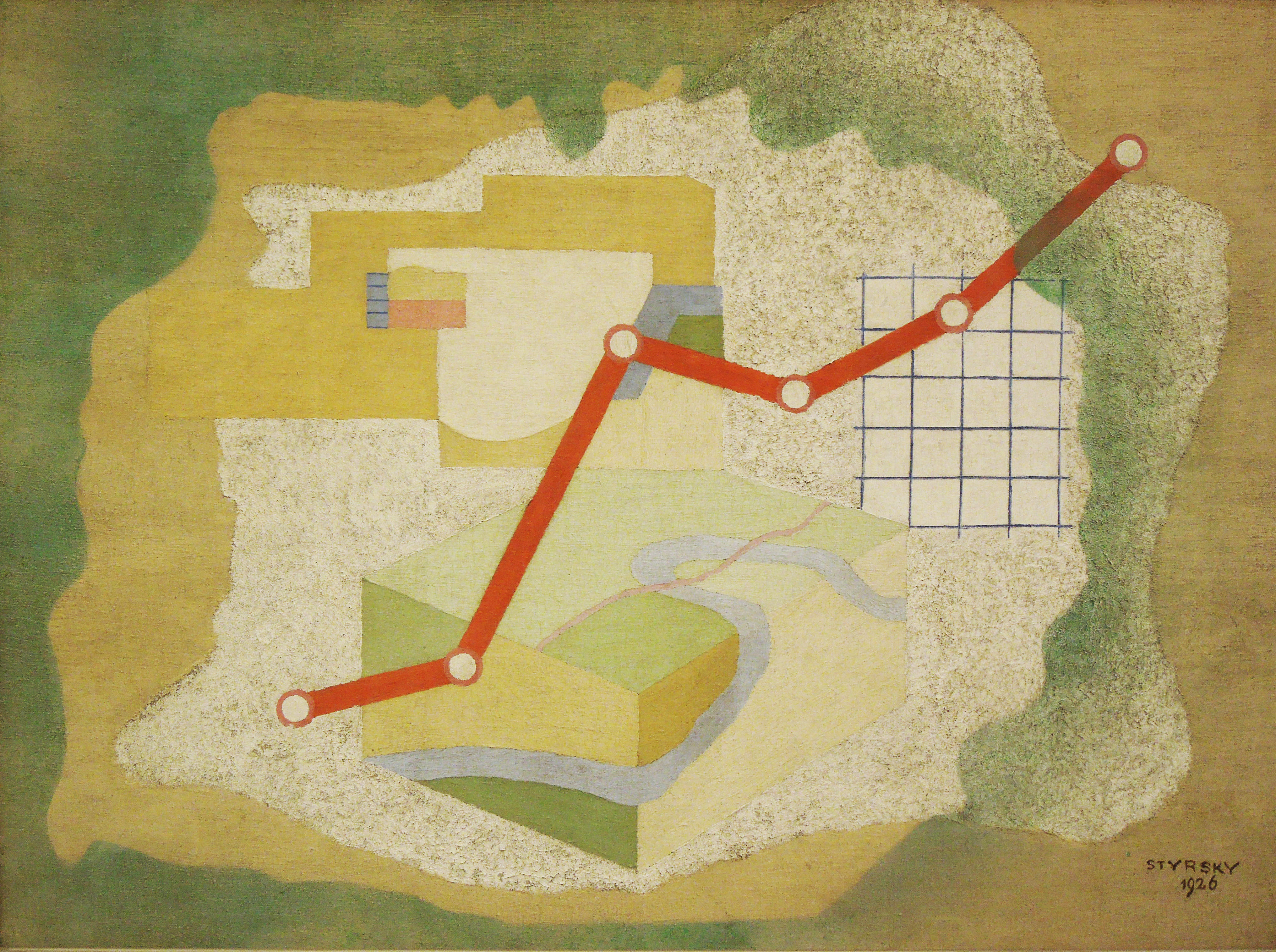
Jeskyně (1926), Galeria Narodowa w Pradze
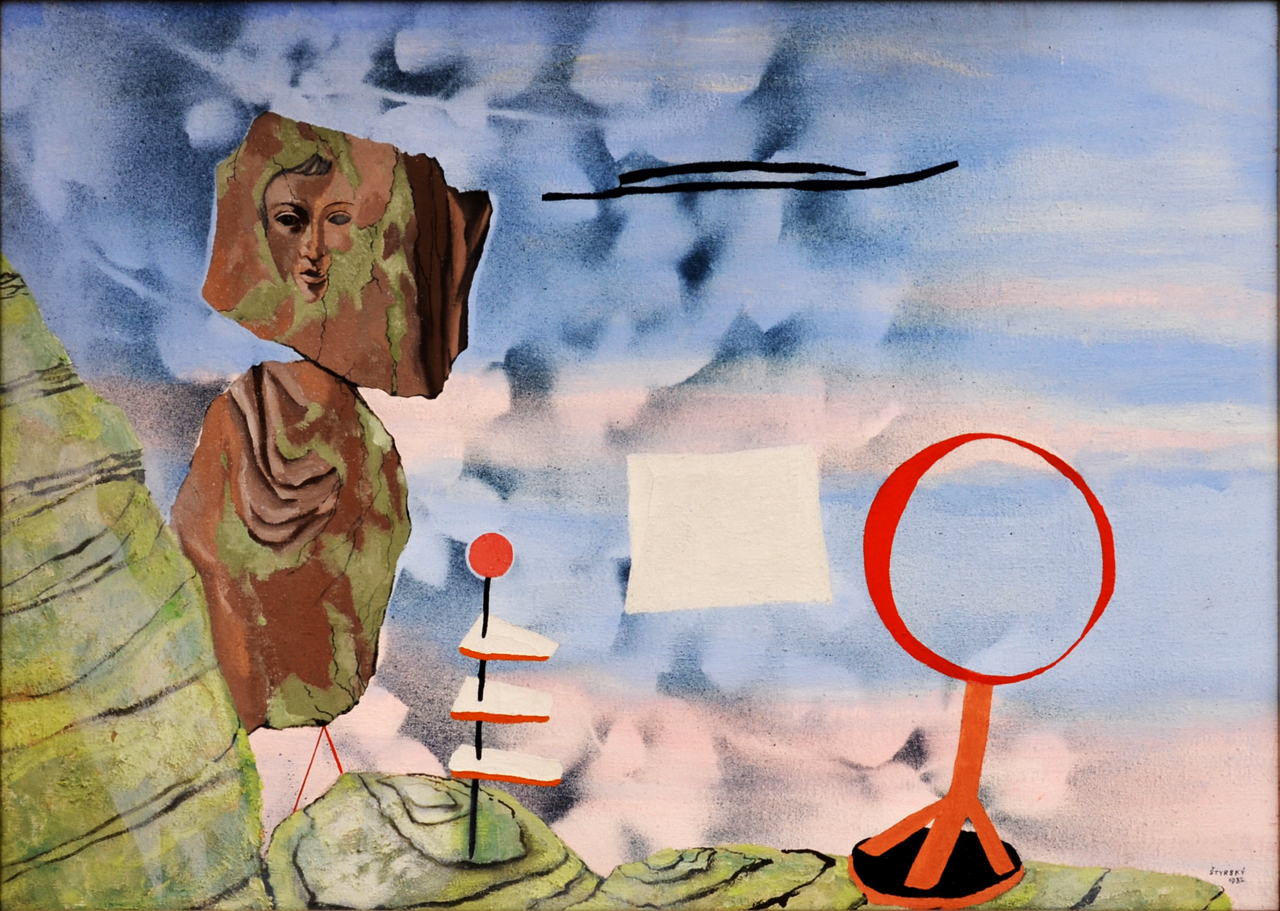
Obraz (1932), AJG Hluboká nad Vltavou
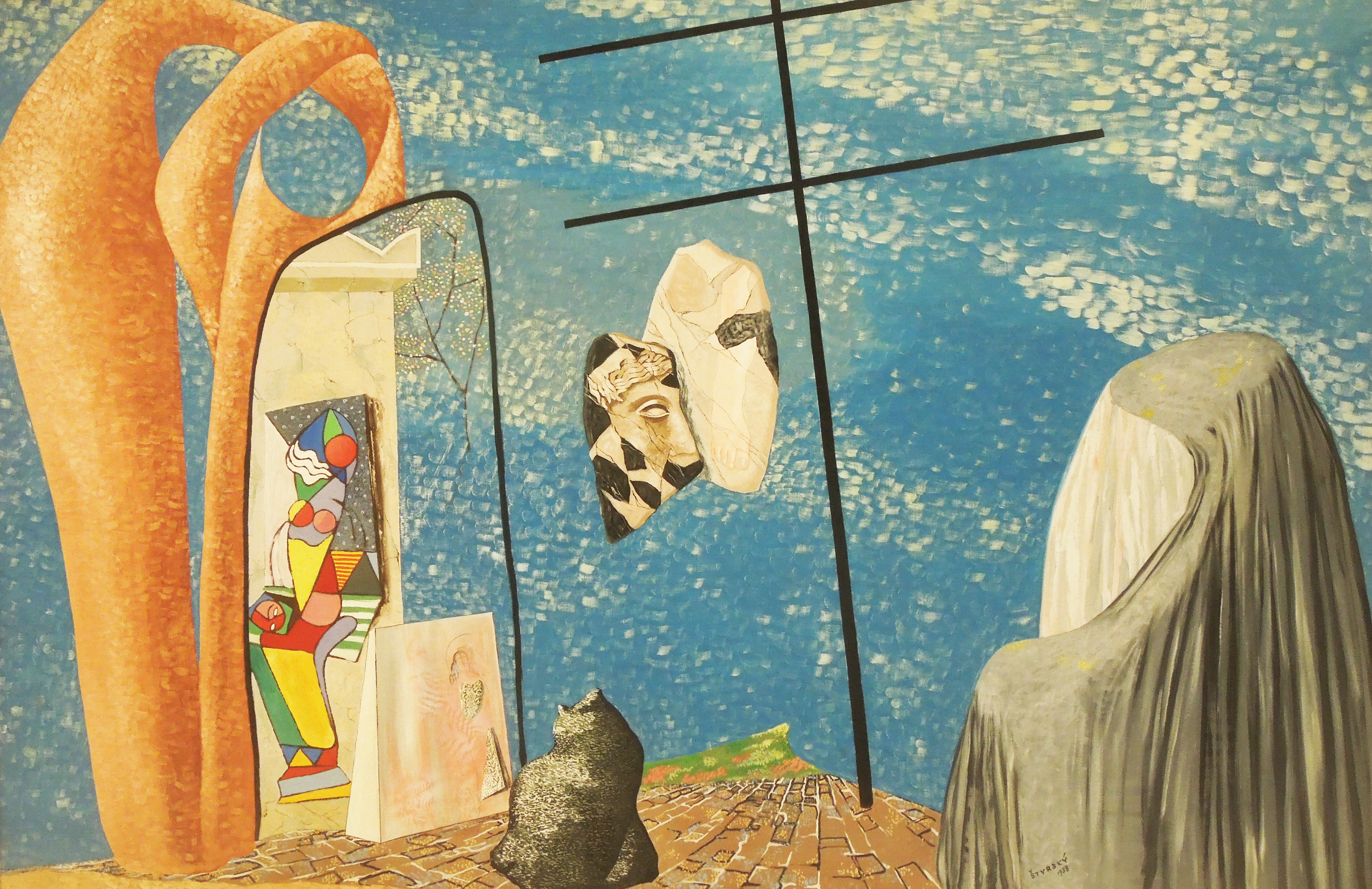
Z mého deníku (1933), Galeria Narodowa w Pradze
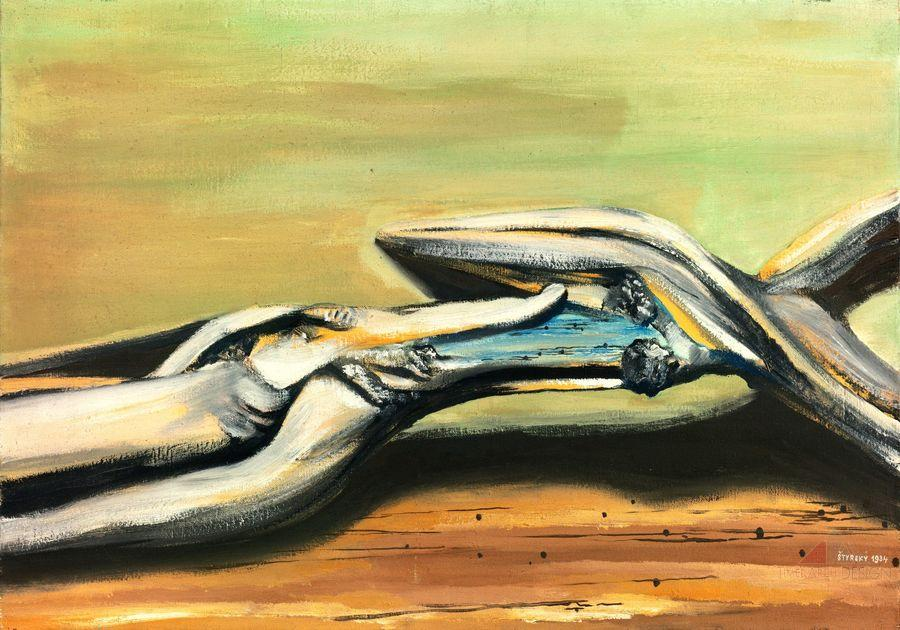
Kořeny (1934)